# فيليكس مالدونادو
فيليكس مالدونادو (بالإنجليزية: Félix Maldonado)‏ هو لاعب كرة قاعدة أمريكي، ولد في 24 مايو 1938 في بونس، بورتوريكو في الولايات المتحدة، وتوفي في 12 يونيو 2010 بسبب سرطان.